# 더 워드
《더 워드》(The Ward)는 2010년 공개된 미국의 공포 영화이다. 존 카펜터가 《화성의 유령들》(2001) 이후 9년만에 낸 극장용 영화 연출작이며 카펜터는 이후 2024년 현재까지 신작을 내지 않고 있다. 앰버 허드, 메이미 거머, 대니엘 패너베이커, 린지 폰세카, 재러드 해리스 등이 출연하였다.

## 줄거리
1966년 미국 오리건주 노스벤드 지역. 크리스틴은 무언가에 홀린 듯 농장을 불태우다 정신 병원에 보내져 꼼짝없이 갇히게 된다. 그녀는 치료와 처방을 거부하고 탈출을 시도하지만 소용이 없다.
그러던 어느 날, 그녀 앞에 정체를 알 수 없는 누군가가 나타나기 시작하고 심지어 환자들이 소리 없이 사라지는데...

## 출연
- 앰버 허드 - 크리스틴 역
- 메이미 거머 - 에밀리 역
- 대니엘 패너베이커 - 세라 역
- 로라리 - 조이 역
- 린지 폰세카 - 아이리스 역
- 미카 부럼 - 앨리스 역
- 재러드 해리스 - 제럴드 스트링어 의사 역
- 시드니 스위니 - 어린 앨리스 역

## 기타 제작진
- 라인 제작: 미샤 저쿱책
- 유닛 제작: 핸스 리터
- 배역: 팸 딕슨, 니케 이모루
- 미술: 폴 피터스
- 의상: 리사 캐릴부커스